# Fort Jennings, Ohio
Fort Jennings là một làng thuộc quận Putnam, tiểu bang Ohio, Hoa Kỳ. Năm 2010, dân số của làng này là 485 người.

## Dân số
- Dân số năm 2000: 432 người.
- Dân số năm 2010: 485 người.